# Tanowo

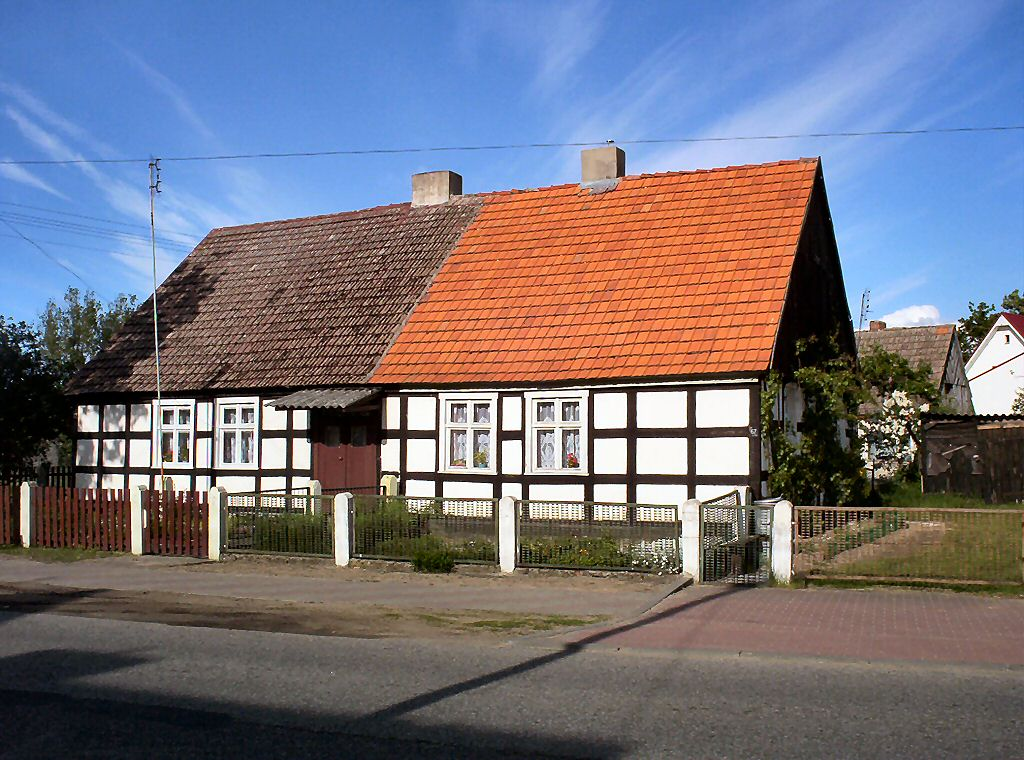
Tanowo – chata ryglowa

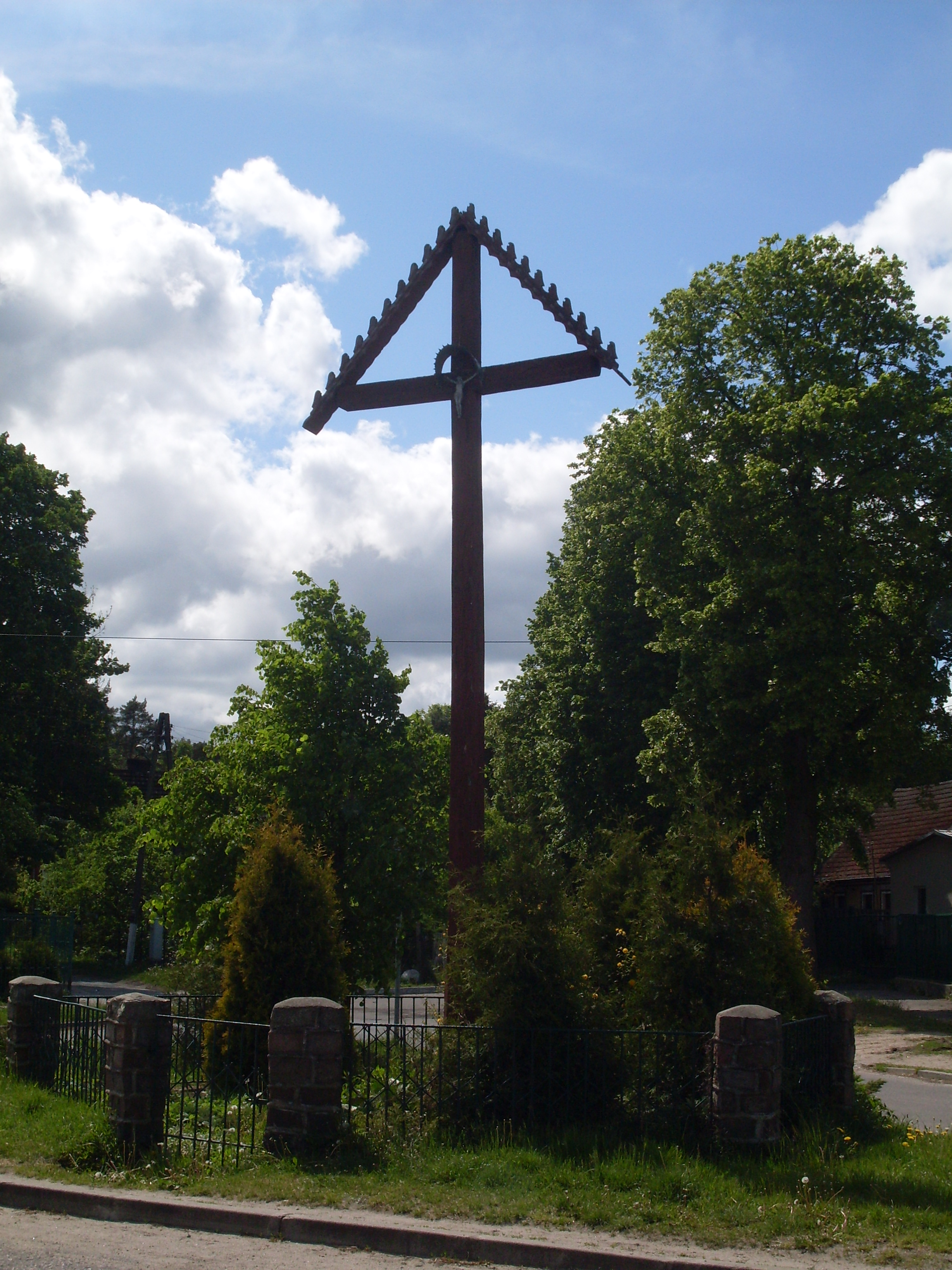
Tanowo – krzyż przydrożny

Tanowo (niem. Falkenwalde) – wieś w Polsce w województwie zachodniopomorskim, w powiecie polickim, w gminie Police. Jest położona na Równinie Polickiej w Puszczy Wkrzańskiej przy rozwidleniu dróg wojewódzkich nr 114 do Polic (8 km) i dalej przez Trzebież do Nowego Warpna oraz nr 115 do Dobieszczyna (13 km) i Szczecina.

## Historia
W latach 1945–1954 i 1973–1976 miejscowość była siedzibą gminy Tanowo.
Wieś (wielodrożnica, pierwotnie owalnica).

### Przynależność polityczno-administracyjna[3]
- 1815–1866: Związek Niemiecki, Królestwo Prus, prowincja Pomorze, rejencja szczecińska, powiat Randow
- 1866–1871: Związek Północnoniemiecki, Królestwo Prus, prowincja Pomorze, rejencja szczecińska, powiat Randow
- 1871–1918: Cesarstwo Niemieckie, Królestwo Prus, prowincja Pomorze, rejencja szczecińska, powiat Randow
- 1919–1933: Rzesza Niemiecka (Republika Weimarska), kraj związkowy Prusy, prowincja Pomorze, rejencja szczecińska, powiat Randow
- 1933–1945: III Rzesza, prowincja Pomorze, powiat Randow (do 1939), powiat Uckermünde
- 1945–1952: Rzeczpospolita Polska (Polska Ludowa), województwo szczecińskie
- 1952–1975: Polska Rzeczpospolita Ludowa, województwo szczecińskie
- 1975 – 1989: Polska Rzeczpospolita Ludowa, województwo szczecińskie
- 1989 – 1998: Rzeczpospolita Polska, województwo szczecińskie
- 1999 – teraz: Rzeczpospolita Polska, województwo zachodniopomorskie, powiat policki, gmina Police

## Turystyka
- Przez wieś prowadzi  Szlak Puszczy Wkrzańskiej i  szlak czarny Leśno Górne – Tanowo.
- Przez północne obrzeża Tanowa płynie Gunica, na której wyznaczono szlak kajakowy z Węgornika przez Tatynię do Polic – Jasienicy.

## Komunikacja

### Drogi
Wieś leży przy rozwidleniu drogi wojewódzkiej nr 114 – łączącącej Nowe Warpno z Policami i Tanowem oraz drogi wojewódzkiej nr 115 – biegnącej na północ do Dobieszczyna, a na południe do Pilchowa i Szczecina. Droga wojewódzka nr 114 stanowi (południowo-wschodnią) obwodnicę Tanowa.

### Komunikacja
- SPPK Police linie autobusowe:
- 103 z pętli Police Rynek, przez Nowe Miasto w Policach, Trzeszczyn, Pilchowo do osiedla Głębokie w Szczecinie.
- Linia Samorządowa Trzebież-Police

## Sport
W Tanowie działa klub piłkarski Tanowia Tanowo grający w sezonie 2022/23 w rozgrywkach A klasy gr. IV.